# R2000 (microprocesador)
El R2000 es un conjunto de chips de microprocesador de 32 bits desarrollado por MIPS Computer Systems que implementó la arquitectura de conjunto de instrucciones MIPS I (ISA). Presentado en enero de 1986, fue la primera implementación comercial de la arquitectura MIPS y el primer procesador comercial RISC disponible para todas las empresas. El R2000 compitió con las minicomputadoras VAX de Digital Equipment Corporation (DEC) y con los microprocesadores Motorola 68000, y el 80386 de Intel. Los usuarios de R2000 incluyeron las estaciones de trabajo Unix de Ardent Computer, DEC, Silicon Graphics, Northern Telecom y MIPS. 
El conjunto de chips estaba formado por el microprocesador R2000, el acelerador de punto flotante R2010 y cuatro chips de buffer de escritura R2020. El chip R2000 principal ejecuta todas las instrucciones de punto no flotante con un canal corto simple. Este chip también controlaba el código externo y los cachés de datos, hechos de chips SRAM estándar rápidos organizados con indexación directa y latencia de lectura de un ciclo. El chip R2000 contenía un pequeño búfer interno de traducción para asignar direcciones de memoria virtual. El chip R2010 mantuvo los registros de punto flotante, las rutas de datos de punto flotante y su canalización más larga y simple. Las escrituras en la memoria principal DRAM toma decenas de ciclos para completarse. Pero los chips R2020 se pusieron en cola y completan hasta 4 escrituras pendientes en la memoria principal, lo que permite que el núcleo del R2000 continúe sin detenerse. En ausencia de fallas de caché, este conjunto de chips mantuvo una tasa de finalización de instrucciones de una instrucción por ciclo ALU. Esto fue mucho más rápido que los microprocesadores no RISC de ese tiempo que necesitaban varios ciclos por instrucción. El año 1986 también vio una tecnología similar en el primer microprocesador SPARC de Sun y en el primer microprocesador PA-RISC de Hewlett Packard. 
La velocidad general estaba limitada por el tamaño de la caché y el tiempo de ciclo de la caché. El conjunto de chips R2000 y la SRAM se vendieron inicialmente solo como una placa de circuito completa para garantizar una buena sincronización del bus de caché. En 1987, los fabricantes de sistemas comenzaron a utilizar el conjunto de chips en nuevos diseños de tableros arbitrarios. 
El R2000 estaba disponible en gamas de 8.3, 12.5 y 15 MHz. El molde contenía 110,000 transistores y medía 80 mm² en un proceso CMOS de 2.0 μm de doble metal. MIPS era una empresa que no fabricaba sus propios semiconductores, dejando ese trabajo a terceros como Sierra Semiconductor y Toshiba. En diciembre de 1987, MIPS obtuvo la licencia IDT, LSI Logic y Performance Semiconductor para fabricar y comercializar el R2000. Sierra y Toshiba continuaron sirviendo como fundadores. 
LSI fabricó el conjunto de chips en su proceso CMOS de 2.0 μm de doble metal y comercializado como LR2000. Performance Semiconductor fabricó el conjunto de chips en su PACE-I en un proceso CMOS de 0.8 μm  doble metal y comercializado como el PR2000. 
En 1988, se introdujo una versión mejorada, el R2000A. Estaba compuesto por los circuitos integrados R2000A y R2010A. Funcionaban a las 12.5 y 16.67 MHz respectivamente. Se ha utilizado ampliamente en aplicaciones integradas, como los controladores de impresora. 
En 1988, el R2000 fue seguido por el R3000, usando un diseño de sistema general similar pero una implementación de chip más rápida. 